# Mauer von Huy

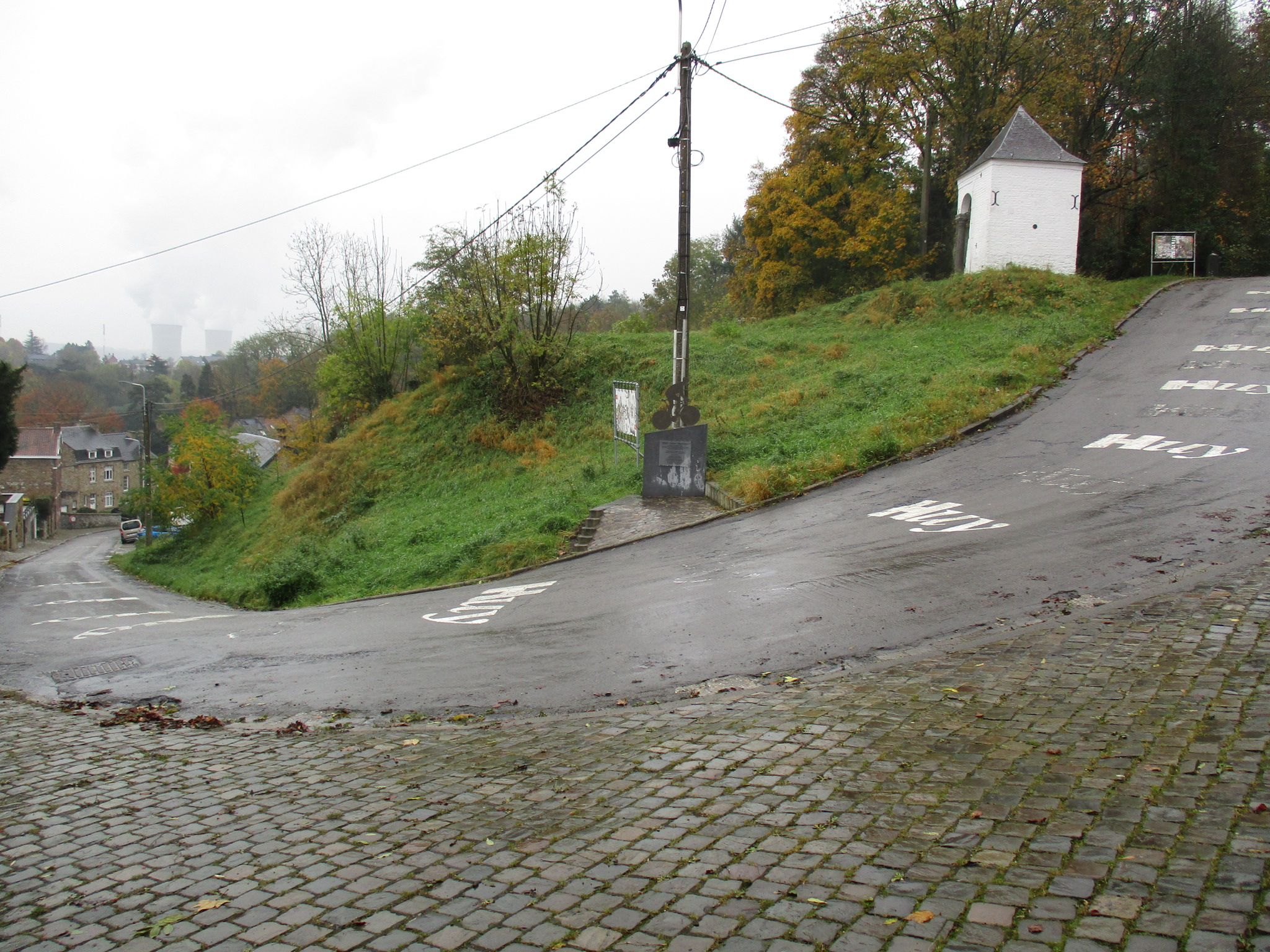
Steilste Stelle der Mauer von Huy ist die Criquielion-Kurve auf halbem Wege.

Die Mauer von Huy (französisch Mur de Huy) ist ein Anstieg im belgischen Ort Huy, der seine Bekanntheit dem Radrennen Flèche Wallonne verdankt. Die „Mauer“ bildet seit 1985 den Abschluss des Rennens.

## Beschreibung

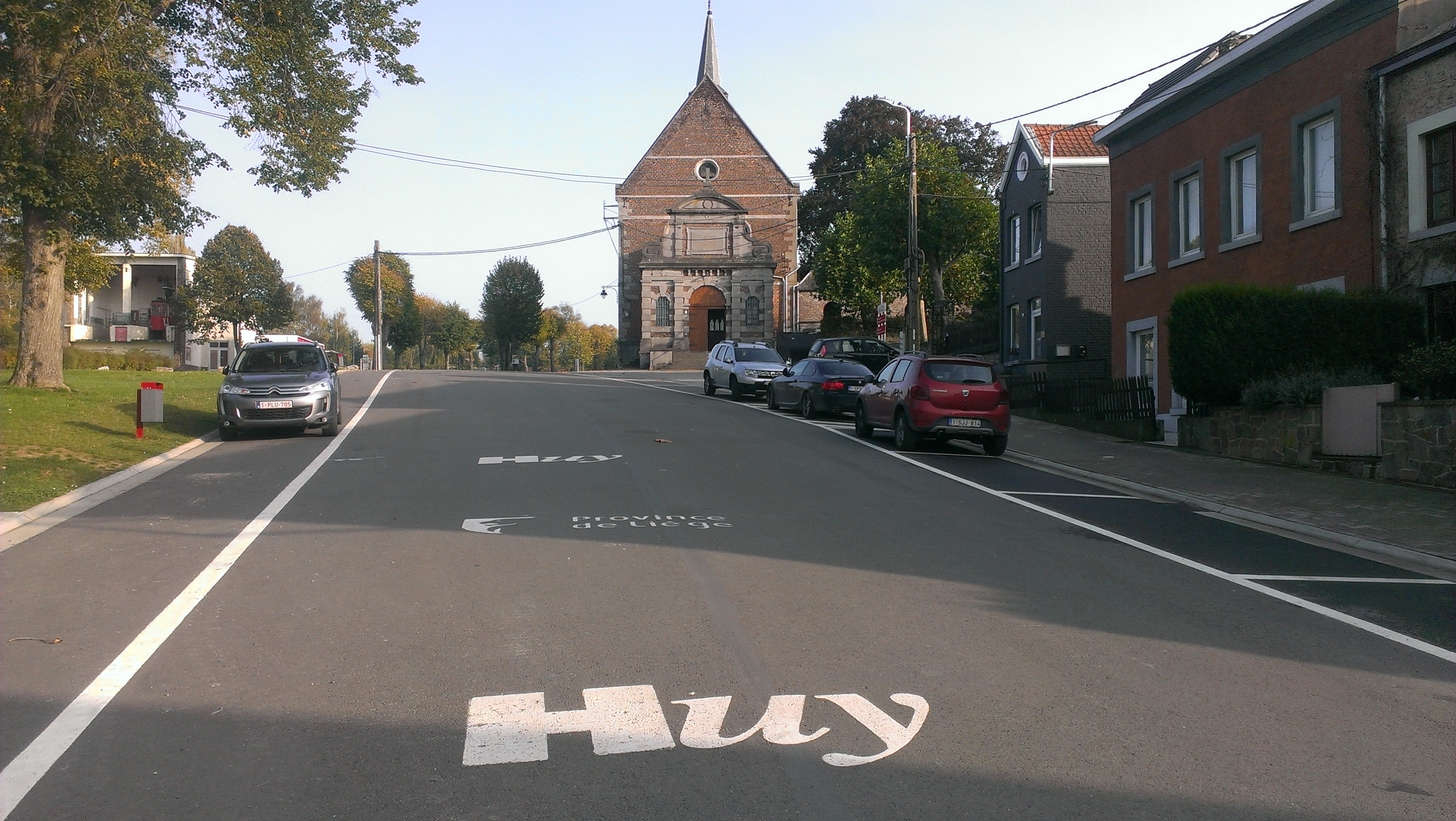
Die letzten Meter bis zum Ziel an der Kirche.

Die Steigung folgt dem Chemin des Chapelles, der vom Stadtzentrum zur Wallfahrtskirche Notre-Dame de la Sarte führt. Geographisch gesehen führt der Anstieg aus dem Tal der Maas auf das Plateau des Condroz. Der Fuß liegt bei etwa 100 m Meereshöhe, die Kirche, vor der sich das Ziel des Rennens befindet, wird nach 750 Metern auf 204 m Höhe erreicht. Dies entspricht einer durchschnittlichen Steigung von knapp 14 %. Einige Beschreibungen beziehen auch den davor liegenden, weit weniger anspruchsvollen Abschnitt von der Avenue du Condroz bis zum Fuß des Chemin des Chapelles mit ein.
Die Straße ist relativ schmal und im Alltag nur für Anliegerverkehr zugelassen. Entlang der Straße befinden sich Stationen des Kreuzwegs zur Wallfahrtskirche. Der steilste Punkt mit über 20 % Steigung wird in einer S-Kurve auf halbem Weg erreicht.

## Geschichte und Bedeutung

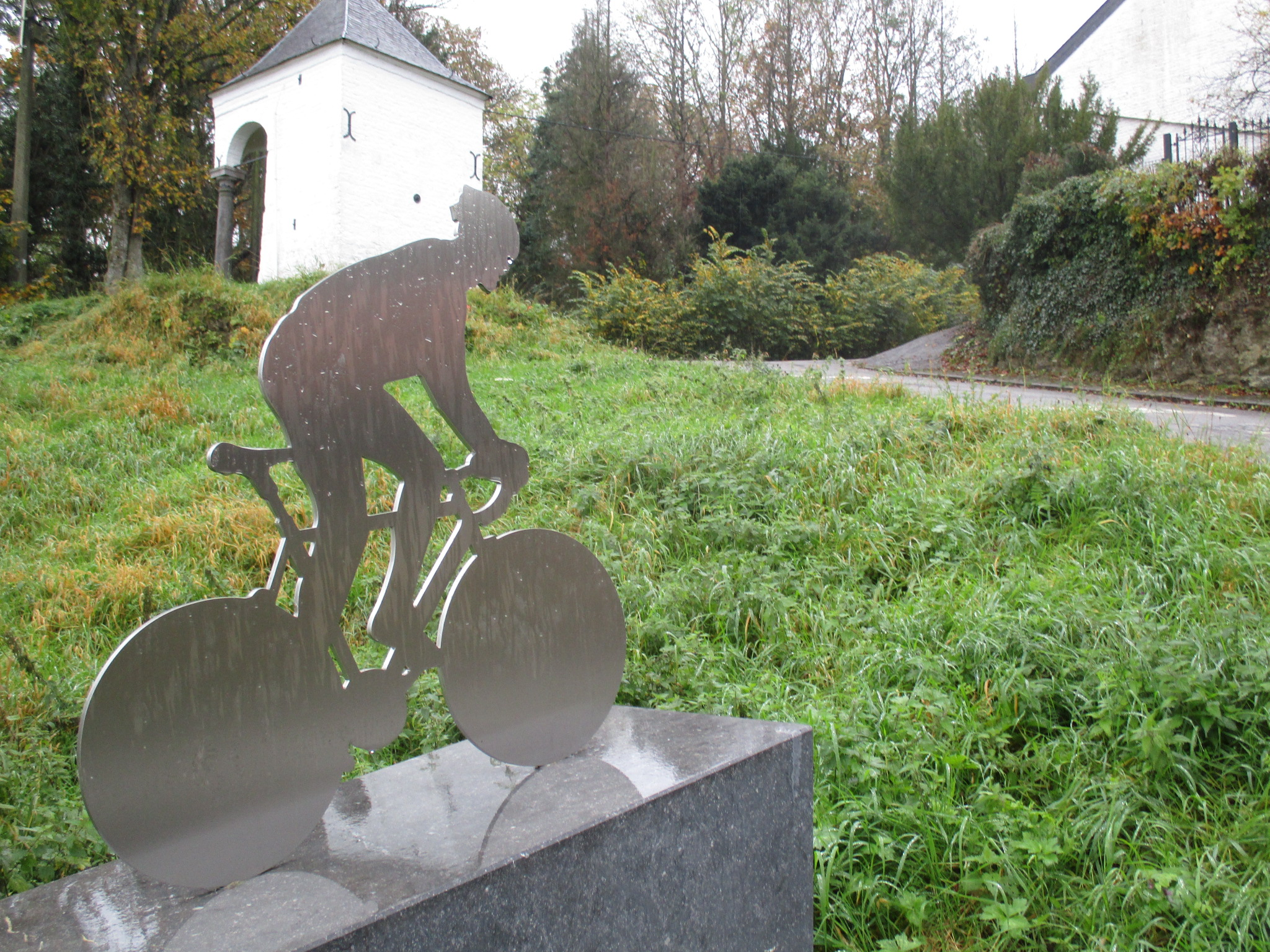
Denkmal für Claude Criquielion

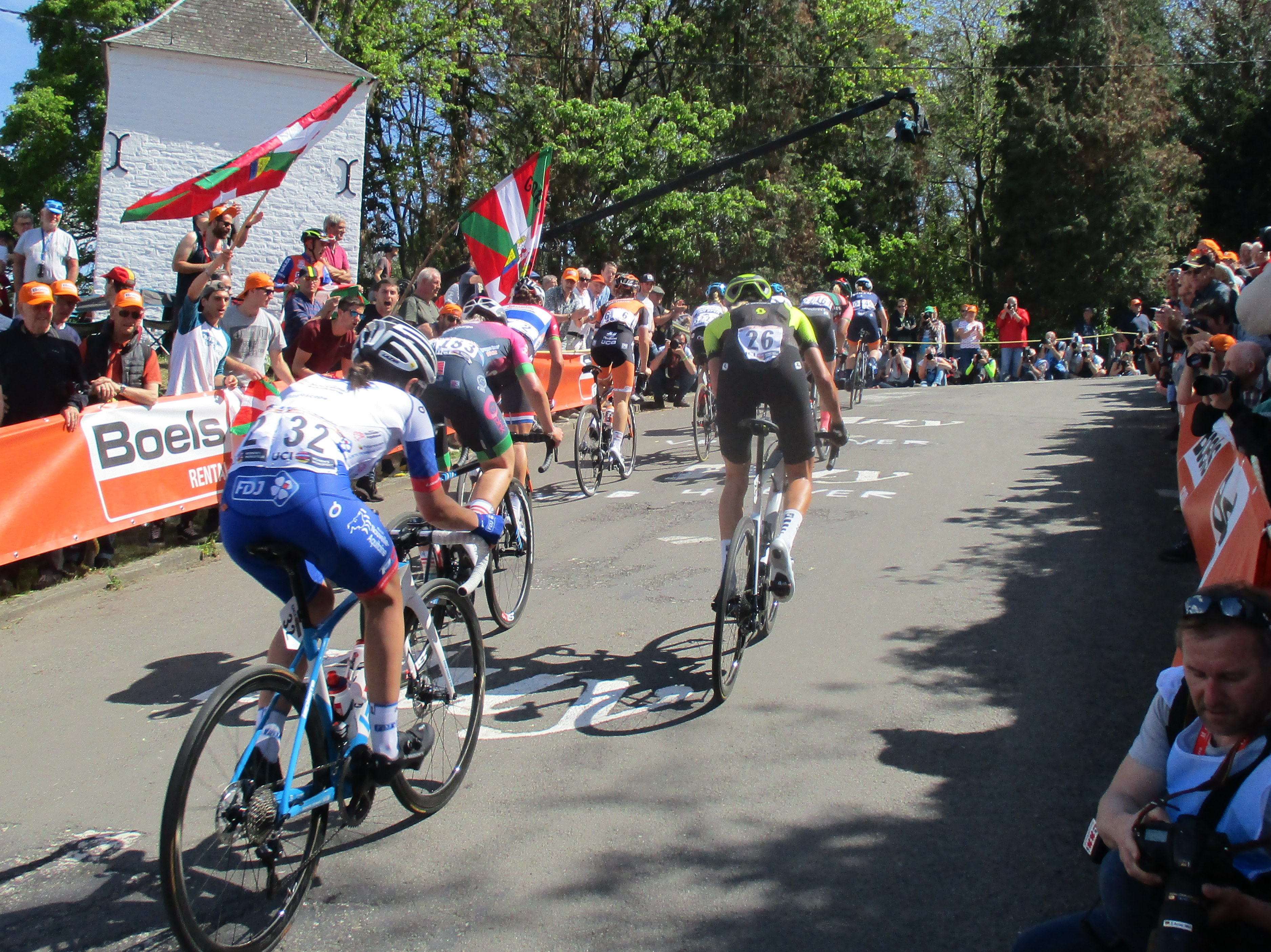
Renngeschehen bei den Frauen 2019

Die Mauer von Huy wurde erstmals 1982 in das Rennen aufgenommen, allerdings noch nicht als Schlussanstieg. Diese Funktion erfüllt sie seit 1985. Erster Sieger am Ende des Anstiegs war, im Regenbogentrikot des Weltmeisters und dazu noch aus Wallonien stammend, Claude Criquielion. Er wiederholte seinen Sieg 1989. Nach seinem Tod 2015 wurde ihm ein Denkmal an der steilsten Stelle errichtet, der oben genannten S-Kurve, die seitdem Virage Claudy Criquielion heißt. Auch im Alltag ist der Straßenbelag in regelmäßigen Abständen mit dem Logo der Stadt Huy versehen, und großformatige Bilder vergangener Rennen säumen den Weg.
Aufgrund der Steilheit des Anstiegs spielt Windschatten kaum eine Rolle, und Fahrer, die sich eine Chance auf den Sieg ausrechnen, müssen darauf abzielen, bereits zu Beginn der Steigung gut platziert zu sein, weshalb der Kampf um die Positionierung bereits im Vorfeld beginnt. Während die „Mauer“ dem Rennen ein spektakuläres Ende verschafft, führt ihre Präsenz nach Meinung vieler Beobachter zu einem vorhersehbaren Rennverlauf. Die Mannschaften, deren Spitzenfahrer um den Sieg kämpfen, beschränken sich darauf, das Rennen zu kontrollieren und eventuelle Ausreißversuche in den letzten Kilometern abzufangen. Der letzte Sieg aus einer kleinen Gruppe heraus gelang Igor Astarloa in der Ausgabe von 2003.
Am häufigsten, nämlich fünfmal, gewann Alejandro Valverde auf der Mauer von Huy, er ist damit auch Rekordsieger des seit 1936 bestehenden Rennens. Beim Frauenrennen La Flèche Wallonne Féminine ist die Mauer seit Anbeginn 1998 Schlussanstieg; Rekordsiegerin ist Anna van der Breggen, die siebenmal in Folge von 2015 bis 2021 gewann. Die Mauer von Huy war zudem Zielankunft der 3. Etappe der Tour de France 2015, die Joaquim Rodríguez gewann.